# NGC 4770
NGC 4770 ist eine 12,9 mag helle Linsenförmige Galaxie vom Hubble-Typ S0-a im Sternbild Jungfrau auf der Ekliptik. Sie ist schätzungsweise 158 Millionen Lichtjahre von der Milchstraße entfernt und hat einen Durchmesser von etwa 75.000 Lichtjahren.
Im selben Himmelsareal befinden sich u. a. die Galaxien NGC 4761, NGC 4764, NGC 4778, IC 3859.
Das Objekt wurde am 25. März 1786 von Wilhelm Herschel mit einem 18,7–Zoll–Spiegelteleskop entdeckt, der sie dabei mit „vF, vS“ beschrieb.